# Calcicludine

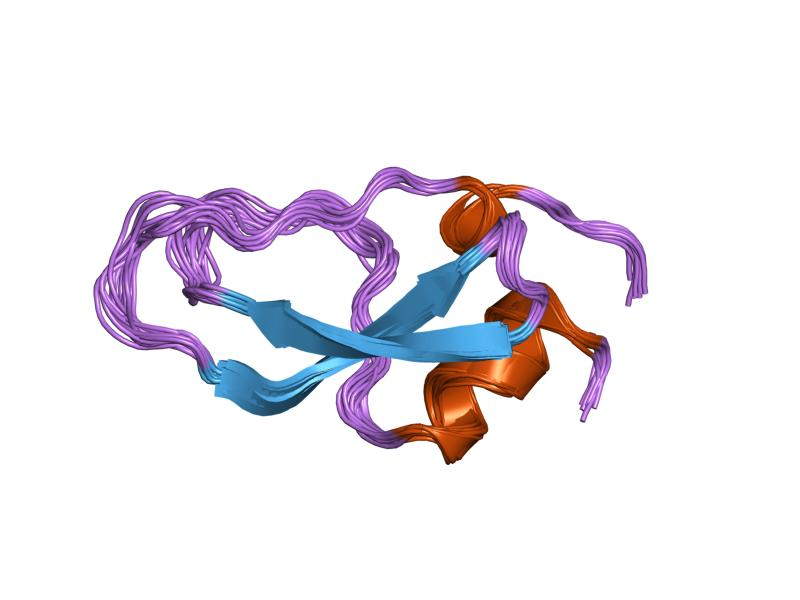
Structure cristallisée de calcicludine de mamba vert.

La calcicludine (CaC) est une toxine protéique du mamba vert qui inhibe les canaux calciques dépendants du voltage, notamment les canaux calciques de type L. Il s'agit d'un polypeptide formé de 60 résidus d'acides aminés, dont six résidus de cystéine formant trois ponts disulfure :
Trp–Gln–Pro–Pro–Trp–Tyr–Cys–Lys–Glu–Pro–
Val–Arg–Ile–Gly–Ser–Cys–Lys–Lys–Gln–Phe–
Ser–Ser–Phe–Tyr–Phe–Lys–Trp–Tyr–Ala–Lys–
Lys–Cys–Leu–Pro–Phe–Leu–Phe–Ser–Gly–Cys–
Gly–Gly–Asn–Ala–Asn–Arg–Phe–Gln–Tyr–Ile–
Gly–Glu–Cys–Arg–Lys–Lys–Cys–Leu–Gly–Lys.
Elle est structurellement semblable aux dendrotoxines mais fonctionne différemment : elle reste sans effet sur les canaux potassiques sensibles aux dendrotoxines dans les neurones de poulet et de souris, même à haute concentration.
Son mode d'action n'est pas entièrement élucidé. Il est possible qu'elle fonctionne en bloquant un pore ou en agissant sur la circulations des ions à travers les canaux.